# 오성식의 굿이브닝 쇼
《오성식의 굿이브닝 쇼》는 wbs 열린FM 원불교 원음방송(수도권 FM 89.7㎒)에서 평일 밤 8시부터 9시까지 오성식 선생님이 진행했던 라디오 영어 교양 프로그램이다. 2009년 2월 27일 자로 3년만에 폐지되었다.

## 역사
오성식 씨는 2000년 '굿모닝팝스'의 진행을 끝으로 6년간 방송가를 떠났다가 이번 원음방송의 새로운 프로그램으로 돌아왔다.

## 코너

### 월요일 ~ 목요일 코너
- SOS 생활영어
- 오늘의 초대석
- Pops English
- Shall we speak English?
- Talking Craft

### 금요일 코너
- SOS 생활영어
- 오늘의 초대석
- 오성식의 이럴땐 영어로
- Shall we speak English?
- Talking Craft

| wbs 원음방송             |                      |                  |
| 이전                     | 오성식의 굿이브닝 쇼 | 다음             |
| 정재윤의 가요! 가요 가요 | 오성식의 굿이브닝 쇼 | 거듭나게 하소서  |
| 저녁 6시 ~ 밤 8시        | 밤 8시 ~ 밤 9시      | 밤 9시 ~ 밤 10시 |
| 전국방송                 | 전국방송             | 전국방송         |

| wbs 부산원음방송         |                      |                  |
| 이전                     | 오성식의 굿이브닝 쇼 | 다음             |
| 정재윤의 가요! 가요 가요 | 오성식의 굿이브닝 쇼 | 거듭나게 하소서  |
| 저녁 6시 ~ 밤 8시        | 밤 8시 ~ 밤 9시      | 밤 9시 ~ 밤 10시 |
| 전국방송                 | 전국방송             | 전국방송         |

| wbs 전북원음방송         |                      |                  |
| 이전                     | 오성식의 굿이브닝 쇼 | 다음             |
| 정재윤의 가요! 가요 가요 | 오성식의 굿이브닝 쇼 | 거듭나게 하소서  |
| 저녁 6시 ~ 밤 8시        | 밤 8시 ~ 밤 9시      | 밤 9시 ~ 밤 10시 |
| 전국방송                 | 전국방송             | 전국방송         |

| wbs 광주원음방송         |                      |                  |
| 이전                     | 오성식의 굿이브닝 쇼 | 다음             |
| 정재윤의 가요! 가요 가요 | 오성식의 굿이브닝 쇼 | 거듭나게 하소서  |
| 저녁 6시 ~ 밤 8시        | 밤 8시 ~ 밤 9시      | 밤 9시 ~ 밤 10시 |
| 전국방송                 | 전국방송             | 전국방송         |